# Zakaria Amrani
 (juin 2019).
Pour les articles homonymes, voir Amrani (homonymie).
Zakaria Amrani (né le 29 mars 1991 à Rotterdam, Pays-Bas) est un footballeur international néerlandais de futsal. 
Il passe du football professionnel au foot en salle en 2014.

## Biographie
Zakaria Amrani naît aux Pays-Bas dans une famille marocaine.
Entre 2010 et 2012, il joue dans l'équipe B du FC Utrecht en deuxième division néerlandaise. Le 24 octobre 2010, il fait son entrée en Eredivisie dans un match opposant le FC Utrecht au Vitesse Arnhem. Il remplace Edouard Duplan à la 89ème minute (victoire, 1-4).
En 2012, il signe un contrat professionnel avec le Willem II Tilburg. Sa carrière se suit dans des clubs amateurs tels que Haaglandia, Magreb '90 ou encore le RKSV Leonidas.
En 2014, il passe du football professionnel au futsal dans le club du ZVV Den Haag et le FC Marlène. Il joue actuellement[Quand ?] au Hovocubo. Il est depuis 2014 international néerlandais avec l'équipe des Pays-Bas de futsal.